# Tetrastichus claudii
Tetrastichus claudii is een vliesvleugelig insect uit de familie Eulophidae. De wetenschappelijke naam is voor het eerst geldig gepubliceerd in 1928 door Brèthes.